# Mauricio Cardim

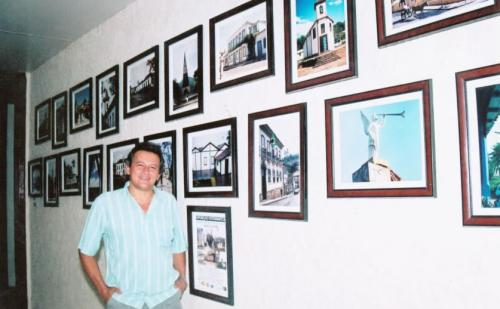
Mauricio Cardim - fotógrafo brasileiro.

Mauricio Cardim - Fotógrafo desde 1980, nasceu em Ipiaú no sul da Bahia, iniciou fotografando celebridades do mundo artístico nacional e internacional, inserindo ao longo do tempo muito de suas fotos em capas de LPs e  CDs. Sendo considerado um caçador de imagens, retratou em suas lentes a cidade de São Paulo e todas as regiões do Brasil, transformando muitas de suas imagens em exposições fotográficas e cartões postais.
Sendo um frequentador do Centro de São Paulo, uma de suas mostras mais famosas foi São Paulo nas lentes de Mauricio Cardim.
| “ | "Revelar ações, situações, gestos e momentos são o que buscam os fotógrafos. Cada qual adere a uma modalidade e se dedica a ela com tamanha especialidade que parece enxergar com outros olhos a mesma cena que todos vêem, mas não retratam igualmente. O click único eterniza frações de vida e ai se encontra a grande magia a arte." | ” |

## Histórico

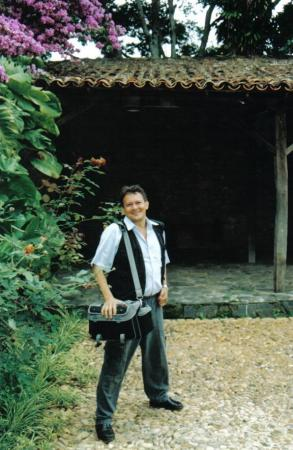
Mauricio Cardim - fotógrafo brasileiro.

Mauricio Cardim nasceu em Ipiaú, sul da Bahia e residiu  em São Paulo  33 anos. Fotografa profissionalmente há  39 anos. O hobby de adolescente permaneceu e se tornou profissão. No início de sua carreira os trabalhos eram feitos com personalidades artísticas. Paisagens, natureza, pessoas, animais e cidades já foram registrados para exposições, jornais, revistas, livros, calendários e capas de discos.
Figura reconhecida, dedicou  parte de seu tempo a recuperação do acervo iconográfico da cidade de São Paulo. Registrando com sensibilidade, o cotidiano e as afeições das aglomerações urbanas e  sempre presente na capital paulista. Seu currículo estão mais de 100 exposições:
- Conjunto Cultural da Caixa - SP, Sesi Paulista, Senac, Sesc, EMTU.
- Bibliotecas: Biblioteca Kennedy, Biblioteca Mário de Andrade e Biblioteca Alceu Amoroso Lima, Memorial do Imigrante, Shopping Light, Pinacoteca (Santos) e Centro Cultural de Porto Seguro - Bahia. E outras  cidades de MG MS e BA. Morou também  quase  09  anos  em Sete Lagoas/MG.  Retornou  as origens baianas    há mais de  dois  anos O fotógrafo já teve ao mesmo tempo, cinco exposições em cartaz, na Cidade de São Paulo.

Cardim, também trabalha com diversos temas entre eles: Primavera,Natureza.  Na área artística apresentou mostras sobre Circo, Ídolos da Jovem Guarda e Mulheres Guerreiras ( grandes personalidades do meio artístico).
A parte arquitetônica é muito presente no trabalho do profissional, onde destacaram-se exposições sobre à arquitetura da cidade de São Paulo Outro marco na carreira do fotógrafo foi a exposição "Costa do Descobrimento” retratando Porto Seguro e região.
Em março de 2004, apresentou a mostra "Um Olhar Sobre o Brasil" no Centre Culturel Alfred Dallaire - Montreal - Canadá, convidado pelo Cônsul-Geral do Brasil, Sr.Fernando Jacques de Magalhães Pimenta.
Nas bancas da capital paulista ou em quase todo Brasil, encontram-se cartões postais com as maravilhosas fotos de Cardim, sendo que mais de 1000 imagens suas já foram transformadas em cartões postais. No momento, ele está empenhando-se em fotografar principalmente o Nordeste.  O Estado de Minas Gerais, até agora foi o mais  fotografado até o momento.  Mais de 180 cidades entre elas Congonhas, Cambuquira, São Lourenço, Caxambu, Ouro Preto, São João del-Rei, Tiradentes, Sete Lagoas   sendo que essas últimas foram transformadas em cartões postais., Desse roteiro-viagem o fotógrafo já realizou diversas  mostras centradas na cidade de Sete Lagoas, Matozinhos e Belo Horizonte.
Diversas exposições  de Mauricio Cardim aconteceu em Feira de Santana/BA. com o tema Cartões Postais  de Mauricio Cardim. A mais recente  exposição   Santo Amaro  e  São Paulo nas  Lentes  de  Mauricio Cardim no  Centro Cultural  Santo  Amaro,  Av:  João  Dias.  Até  29  de  Fevereiro  2020. A proposta do fotógrafo é retratar o máximo de cidades  de todas  as Regiões  do País e  transformar    as imagens  em cartões postais, o carro  chefe  de  seu trabalho   há mais  de  21  anos  e  ainda  em clima  de  comemoração 40  Anos de  Fotografia  (25  de  Junho  2020). Vale  ressaltar que o Fotógrafo  também é  colecionador  desses retângulos culturais.